# Stelis binotii
Stelis binotii là một loài thực vật có hoa trong họ Lan. Loài này được De Wild. miêu tả khoa học đầu tiên năm 1904.